# Friedrich von Gärtner
Friedrich Wilhelm von Gärtner (10. prosince 1791 Koblenz – 21. dubna 1847 Mnichov) byl německý architekt, představitel obloučkového stylu i strohého novoklasicismu.

## Život
Jeho otcem byl architekt Johann Andreas Gärtner. Od roku 1809 studoval u Karla von Fischera na mnichovské akademii a v letech 1812 až 1814 v Paříži u Charlese Perciera. 
Podnikl cestu po památkách Říma, Neapole a Sicílie, o posledních z nich roku 1819 vydal album litografií s vlastními komentáři  pod titulem Ansichten der am meisten erhaltenen Monumente Siziliens.  V témže roce nastoupil jako profesor stavitelství na Akademii v Mnichově. Dále řídil mnichovskou porcelánku na zámku Nymphenburg a tamní školu sklomalby. 
Patřil k hlavním protagonistům přestavby Mnichova v duchu klasicismu, kterou nařídil král Ludvík I. Bavorský.  Roku 1827 navrhl budovu Bavorské státní knihovny a archivu. Jeho hlavním konkurentem byl Leo von Klenze, oba však museli společně pro krále Ludvíka vytvořit vilu Ludwigshöhe v	Edenkobenu. Gärtner řídil rekonstrukci městské Isařiny brány Isartor, hřbitova Alter Südfriedhof , katedrály v Bambergu, v Řezně a ve Špýru. 
V Mnichově vznikl podle jeho plánů již roku 1827 univerzitní kostel Ludwigskirche, nedochovaný palác Wittelsbachů, kašny v italském stylu i budova Haly vojevůdců Feldherrnhalle, jejímž vzorem byla renesanční Loggia dei Lanzi ve Florencii. 
V roce 1840 byl povýšen do rytířského stavu a o rok později jmenován rektorem mnichovské akademie. Navrhl také lázeňskou budovu se stáčírnou minerálky v Bad Kissingenu, památník osvobození  Befreiungshalle v Kelheimu, synagogu v Ingenheimu a Pompejanum v Aschaffenburgu, inspirované architekturou antického Říma. Pro řeckého krále Otu I. vypracoval projekt královského paláce v Athénách.
K jeho odkazu se hlásili dvě desítky jeho žáků-architektů v Německu i Rakousku.
Jeho busta je umístěna v mnichovské Ruhmeshalle a je po něm pojmenováno náměstí Gärtnerplatz.

## Rodina
Gärtner se poprvé oženil roku 1822 v Mnichově s  Katharinou Hessovou (1798–1832) a po její smrti s její mladší sestrou Lambertinou Hessovou (1804–1852). Obě byly dcerami mědirytce a profesora grafické školy Carla Ernsta Christopha Hesse (1755–1828).  Ze dvou manželství se narodilo pět dětí.
- Nejstarší syn Friedrich Gärtner (1824–1905) byl malířem architektury a krajinářem.
- Syn Karl Gärtner (1827–1894) byl také malířem.

## Galerie

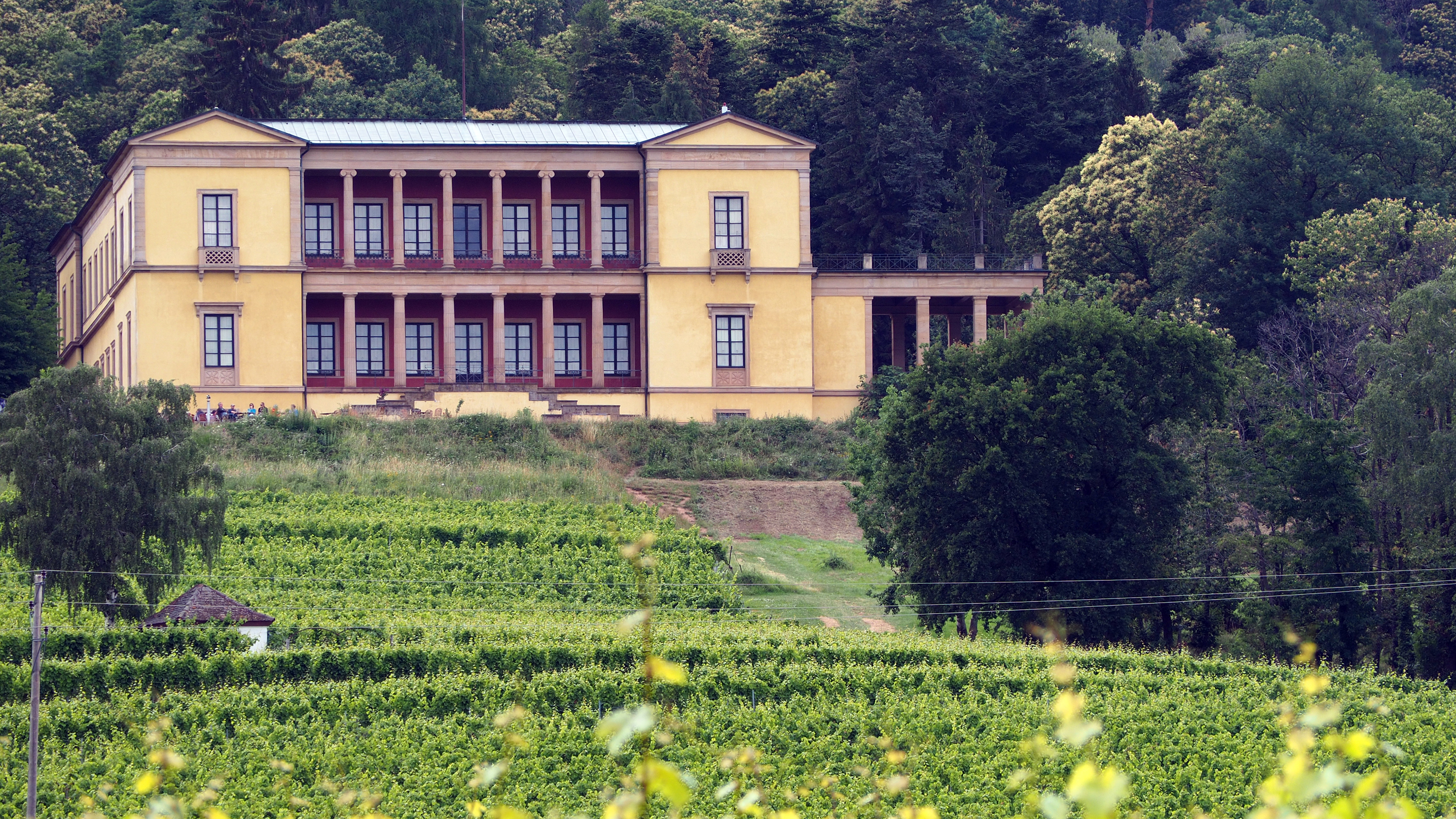
Vila bavorského krále Ludvíka
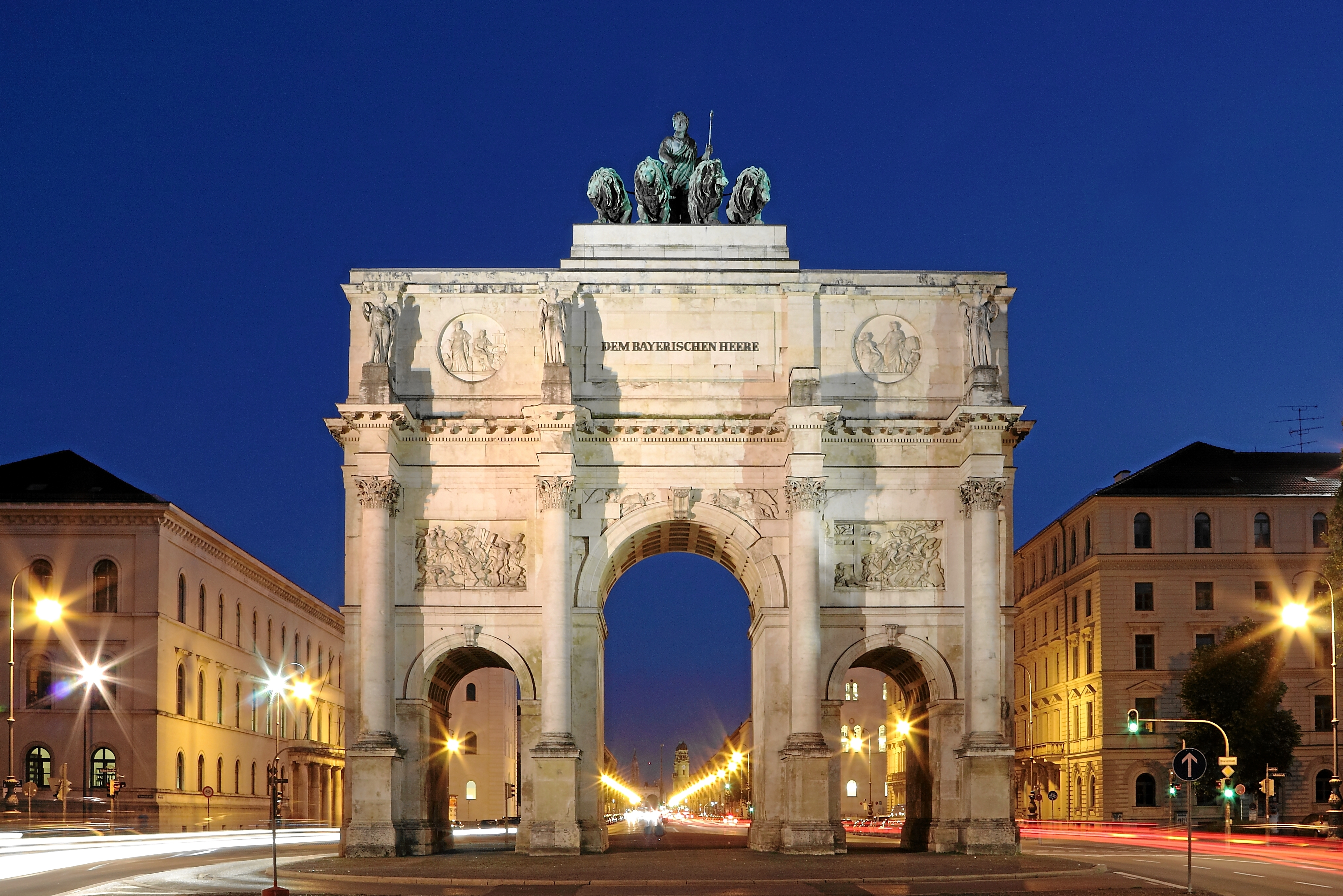
Vítězný oblouk na Ludwigstraße
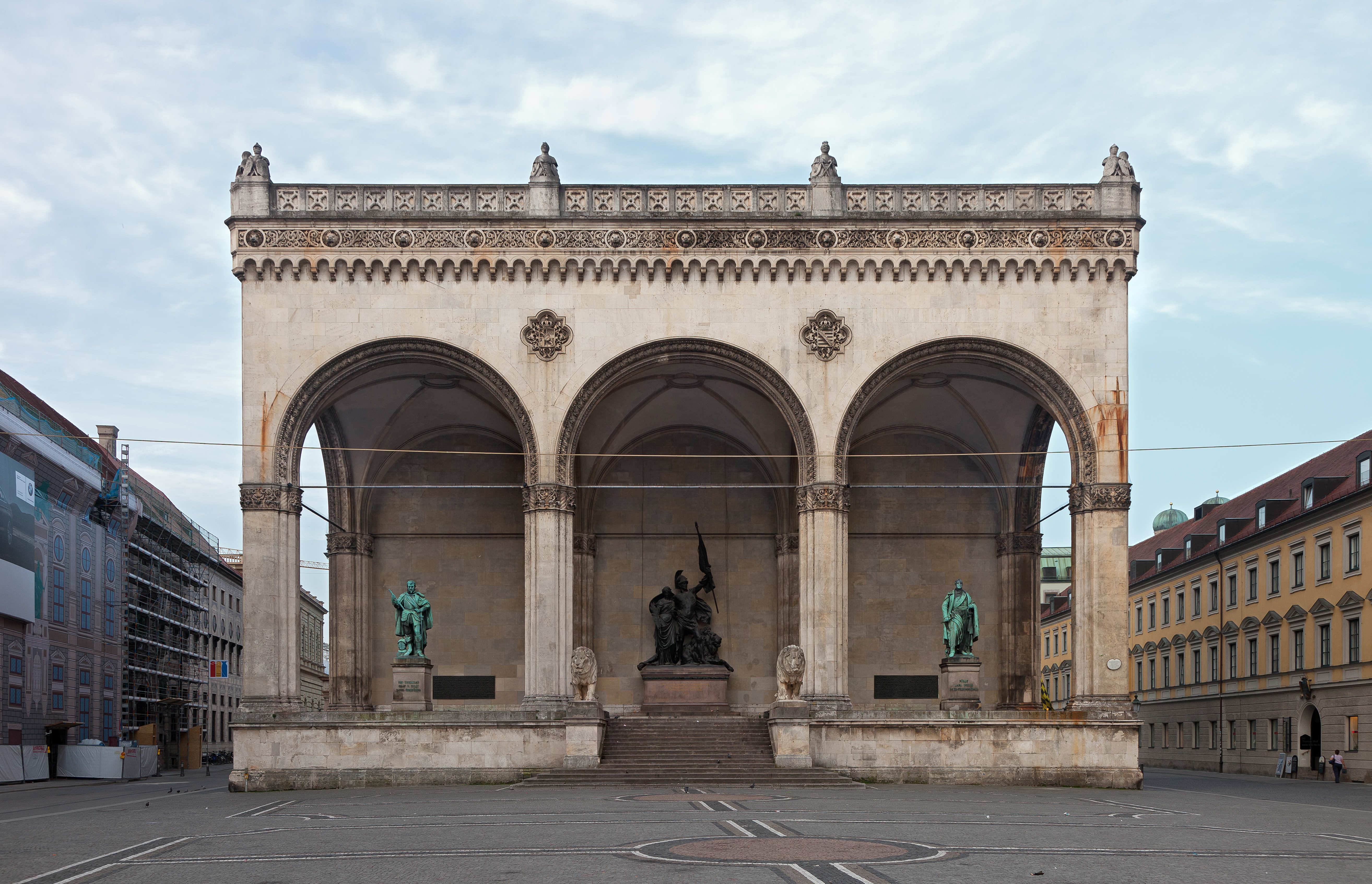
Hala vojevůdců
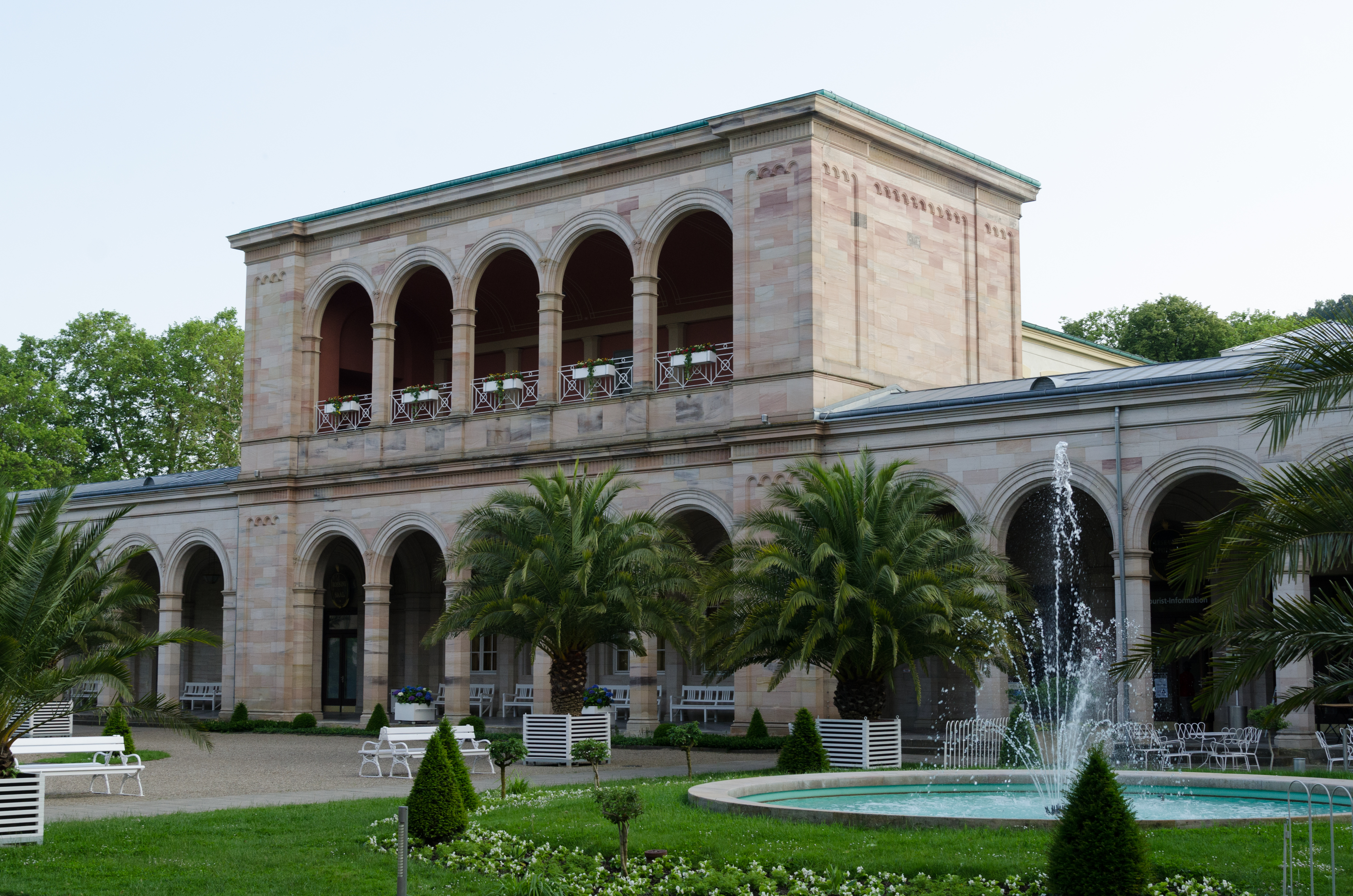
Lázně Bad Kissingen
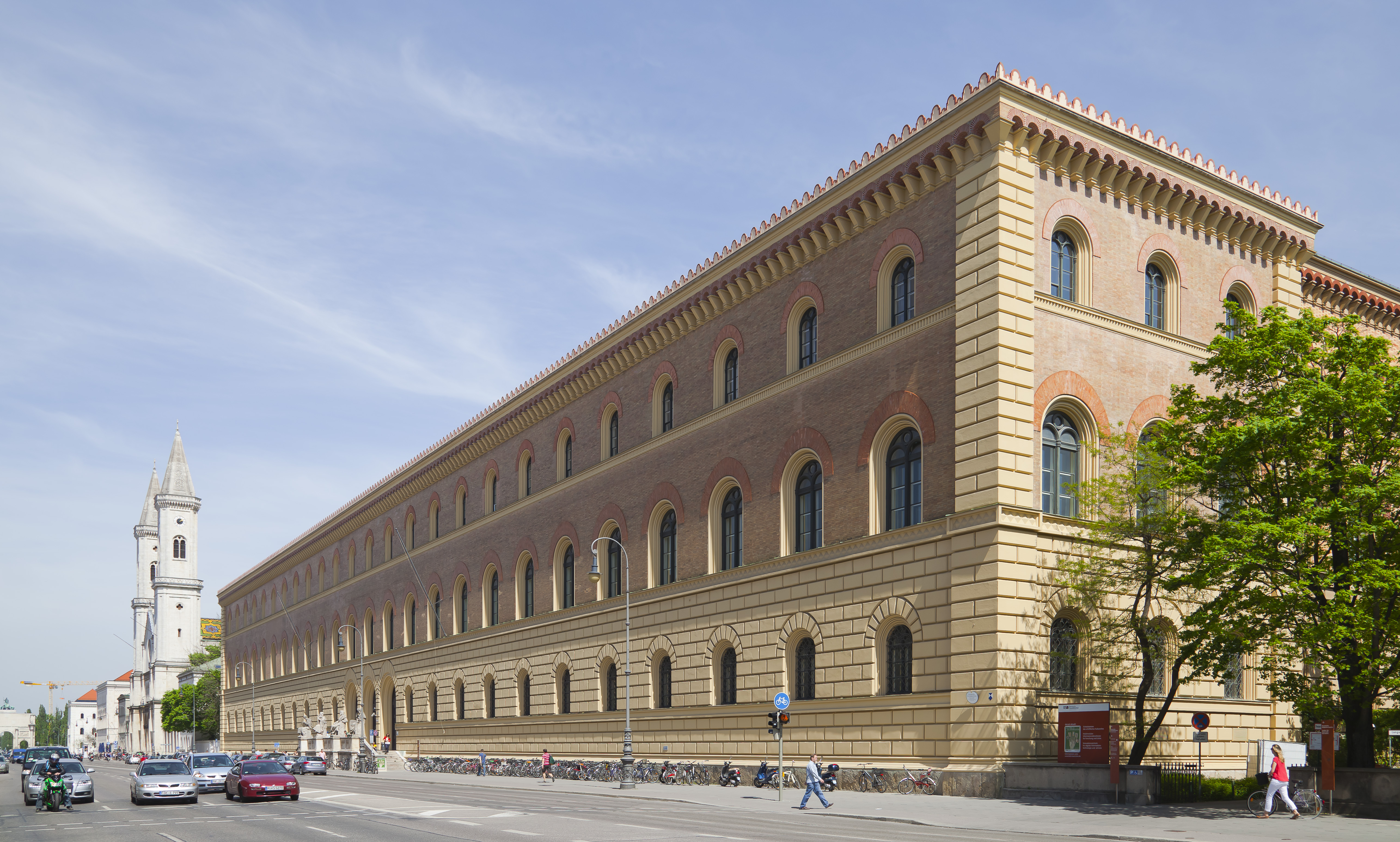
Bavorská státní knihovna
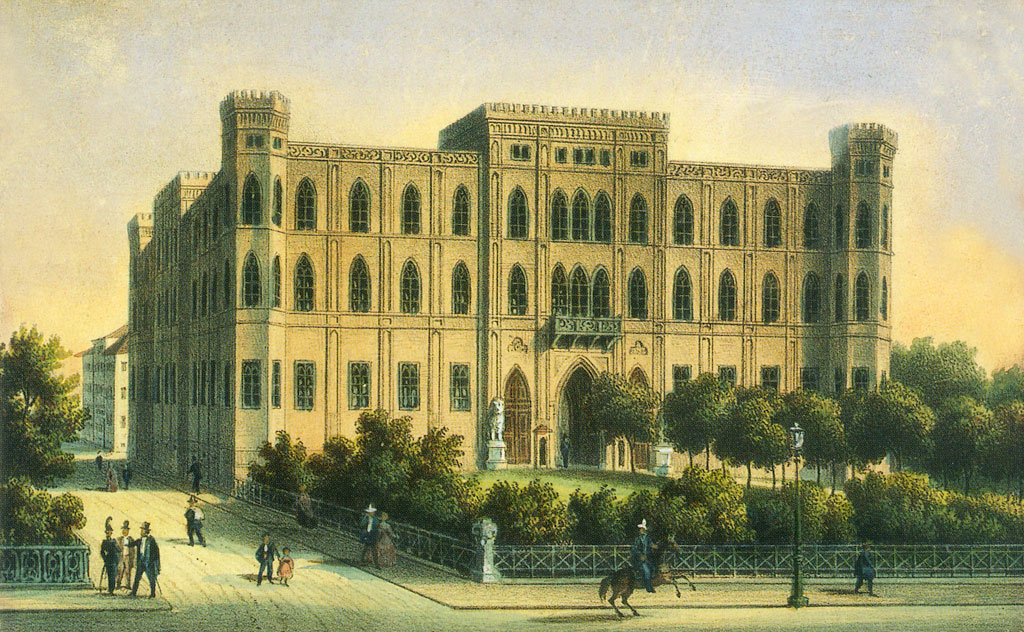
Palác Wittelsbachů
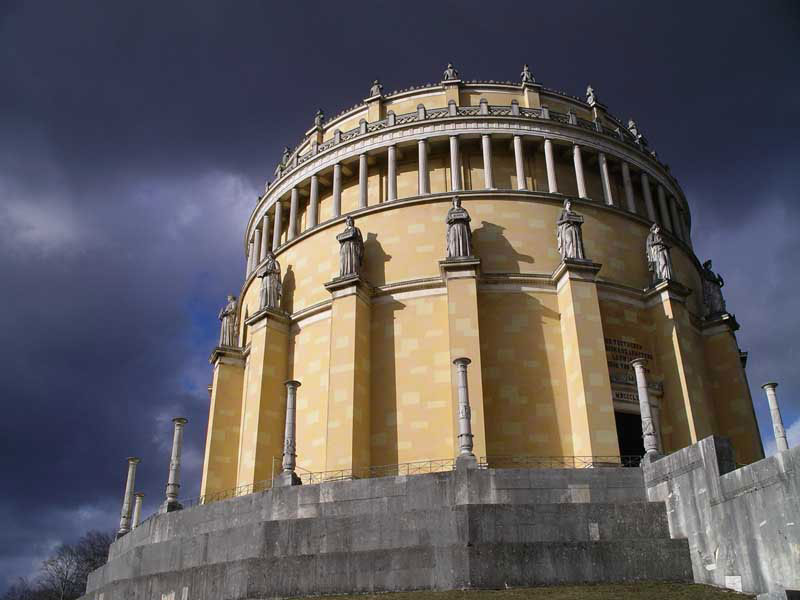
Hala osvobození v Kelheimu
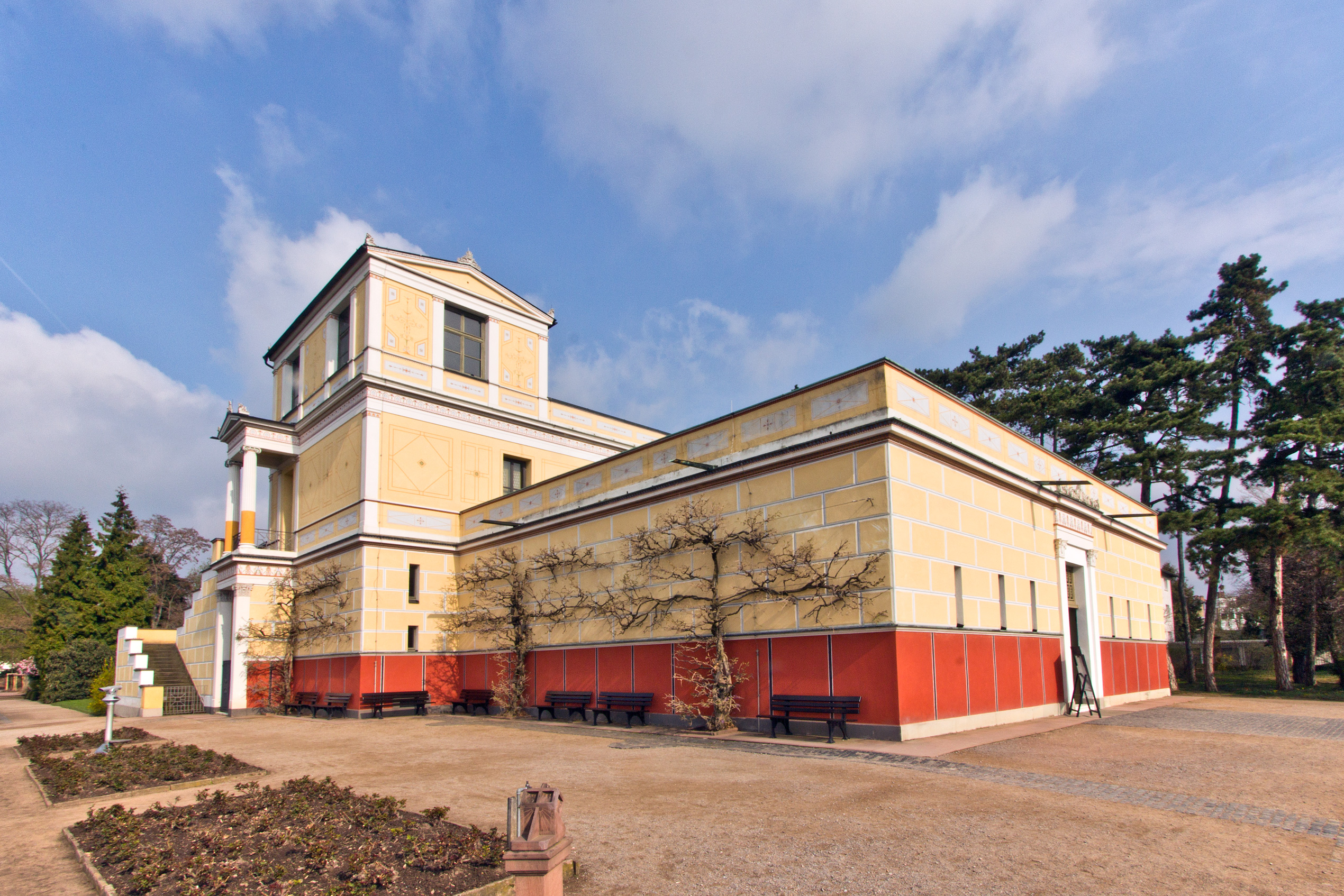
Pompejanum